# Карпенко, Виктор Александрович (Герой Советского Союза)
Виктор Александрович Карпенко (1923—1943) — старший лейтенант Рабоче-крестьянской Красной армии, участник Великой Отечественной войны, Герой Советского Союза (1943).

## Биография
Родился 28 июля 1923 года в селе Кочеров (ныне — Радомышльский район Житомирской области Украины).
В 1938 году он окончил среднюю школу, а в 1940 году — Киевское техническое училище, после чего работал помощником мастера на авиационном заводе. В 1941 году Карпенко был призван на службу в Рабоче-крестьянскую Красную армию. В 1942 году он окончил Киевское военное пехотное училище. С того же года — на фронтах Великой Отечественной войны, два раза был ранен. К осени 1943 года старший лейтенант Виктор Карпенко командовал пулемётной ротой 1281-го стрелкового полка 60-й стрелковой дивизии 65-й армии Центрального фронта. Отличился во время битвы за Днепр.
Рота Карпенко в составе передового десантного отряда переправилась через Днепр к югу от посёлка Лоев Лоевского района Гомельской области Белорусской ССР и приняла активное участие в захвате и удержании плацдарма на его западном берегу. 18 октября 1943 года Карпенко, обнаружив противника, закрепляющегося на господствующей высоте, повёл своих солдат в атаку, захватив её. Немецкие войска предприняли две контратаки при поддержке артиллерии и танков, но все они были отбиты. В бою погибли все бойцы роты Карпенко, в результате чего он остался один. Тем не менее, Карпенко продолжал вести огонь по противника до подхода основных сил. В последние минуты боя он был убит. Похоронен в посёлке Радуль Репкинского района Черниговской области Украины.
Указом Президиума Верховного Совета СССР от 30 октября 1943 года за «форсирование Днепра и проявленные при этом мужество и отвагу» старший лейтенант Виктор Карпенко посмертно был удостоен высокого звания Героя Советского Союза. Также был награждён орденами Ленина и Красной Звезды.
В честь Карпенко названа улица в Радомышле.